# Paralobus salmoni
Genre
Espèce
Synonymes
- Ascuta salmoni Forster, 1956

Paralobus salmoni, unique représentant du genre Paralobus, est une espèce d'araignées aranéomorphes de la famille des Orsolobidae.

## Distribution
Cette espèce est endémique de Nouvelle-Zélande. Elle se rencontre dans le Nord de l'île du Sud et dans le Sud de l'île du Nord.

## Description
Paralobus salmoni mesure de 2,0 à 2,4 mm.

## Publications originales
- Forster, 1956  : New Zealand spiders of the family Oonopidae. Records of the Canterbury Museum, vol. 7, p. 89-169.
- Forster & Platnick, 1985 : A review of the austral spider family Orsolobidae (Arachnida, Araneae), with notes on the superfamily Dysderoidea. Bulletin of the American Museum of Natural History, no 181, p. 1-229 (texte intégral).